# 5,5'-偶氮四唑钠
5,5'-偶氮四唑钠是一种有机化合物，化学式为Na2C2N10。

## 制备
在60到70℃，剧烈搅拌下，向含有5-氨基四唑的2摩尔每升氢氧化钠溶液分批加入高锰酸钾，加完后用亚硫酸钠或乙醇滴定至溶液呈黄色，煮沸反应30分钟。趁热过滤，冷却结晶，小心干燥，得成品。

## 化学性质
从溶液中制得的一般是五水合物，加热到30℃失去两个结晶水，70℃时成为无水化合物。无水化合物感度很高，加热后容易爆炸。五水合物略稳定些。其铅铸值120cm3（TNT为285cm3），爆发点为245—250℃。

## 用途
作为含能中间体，合成各种偶氮四唑盐类含能材料。